# SunNet
SunNet — оператор сотовой связи в КНДР. Зарегистрирована и предоставляет 2G GSM услуги в Пхеньяне. По состоянию на февраль 2012 года компания занимает второе место по количеству абонентов, после Koryolink. Компания не поддерживает роуминга с другими странами.

## История
Первую мобильную сеть в стране построили с помощью тайской телекоммуникационной компании Loxley Pacific в 2002 году.  В 2004 году большинству граждан запретили пользоваться услугами сотовой связи после взрыва поезда.